# Лучшие игроки сезонов чемпионата России по мини-футболу
По итогам каждого сезона чемпионата России по мини-футболу Ассоциация мини-футбола России выбирает лучшего игрока, а также лучших в каждом амплуа (вратарь, защитник и нападающий).

## Победители
Среди мужчин
| Сезон   | Игрок                               | Вратарь                        | Защитник                           | Нападающий                         | Игрок (по версии СМИ)                       | Тренер (по версии СМИ)                        |
| ------- | ----------------------------------- | ------------------------------ | ---------------------------------- | ---------------------------------- | ------------------------------------------- | --------------------------------------------- |
| 2023/24 | / Щимба (Газпром-Югра)              | Гитта (Ухта)                   |                                    |                                    |                                             | Владимир Колесников (Газпром-Югра)            |
| 2022/23 | Сергей Абрамов (Синара)             | Дмитрий Путилов (КПРФ)         | Баталья (КПРФ)                     | Янар Асадов (КПРФ)                 |                                             |                                               |
| 2021/22 | Звиад Купатадзе (Газпром-Югра)      | Звиад Купатадзе (Газпром-Югра) | Нандо (Норильский никель)          | Янар Асадов (КПРФ)                 |                                             |                                               |
| 2020/21 | Сергей Абрамов (Синара)             | Дмитрий Путилов (Синара)       | Сергей Абрамович (Тюмень)          | Руслан Кудзиев (Норильский никель) | Сергей Абрамов (Синара)                     | Евгений Давлетшин (Синара)                    |
| 2019/20 | Артём Ниязов (КПРФ)                 | Дмитрий Путилов (Синара)       | Ромуло (КПРФ)                      | Янар Асадов (КПРФ)                 | Артём Ниязов (КПРФ)                         | Бесик Зоидзе (КПРФ)                           |
| 2018/19 | Ромуло (КПРФ)                       | Миодраг Аксентиевич (Тюмень)   | Сергей Абрамович (Тюмень)          | Артём Антошкин (Тюмень)            | Артём Антошкин (Тюмень)                     | Игорь Путилов (Тюмень)                        |
| 2017/18 | Даниил Давыдов (Газпром-Югра)       | Миодраг Аксентиевич (Тюмень)   | Нандо (Газпром-Югра)               | Сергей Абрамов (Синара)            | Руслан Кудзиев (Сибиряк, Норильский никель) | Евгений Куксевич (Сибиряк, Норильский никель) |
| 2016/17 | Робиньо (Динамо (Москва))           | Звиад Купатадзе (Газпром-Югра) | Владислав Шаяхметов (Газпром-Югра) | Эдер Лима (Газпром-Югра)           | Эскердинья (Дина)                           | Темур Алекберов (Динамо (Москва))             |
| 2015/16 | Робиньо (Газпром-Югра)              | Густаво (Динамо (Москва))      | Владислав Шаяхметов (Газпром-Югра) | Сирило (Динамо (Москва))           | Фернандиньо (Динамо (Москва))               | Темур Алекберов (Динамо (Москва))             |
| 2014/15 | Робиньо (Газпром-Югра)              | Звиад Купатадзе (Газпром-Югра) | Ромуло (Динамо (МО))               | Дмитрий Лысков (Газпром-Югра)      | Фернандиньо (Динамо (Москва))               | Кака (Газпром-Югра)                           |
| 2013/14 | Алемао (Дина)                       | Павел Степанов (Дина)          | Карлиньос (Дина)                   | Эскердинья (Дина)                  | Дмитрий Прудников (Дина)                    |                                               |
| 2012/13 | Фернандиньо (Динамо (МО))           | Густаво (Сибиряк)              | Николай Переверзев (Тюмень)        | Ферран (Тюмень)                    | Фернандиньо (Динамо (Москва))               |                                               |
| 2011/12 | Фернандиньо (Динамо (МО))           | Густаво (Сибиряк)              | Николай Переверзев (Тюмень)        | Дмитрий Прудников (ВИЗ-Синара)     |                                             |                                               |
| 2010/11 | Дмитрий Прудников (ВИЗ-Синара)      | Сергей Зуев (ВИЗ-Синара)       | Тату (Динамо (МО))                 | Фернандиньо (Динамо (МО))          |                                             |                                               |
| 2009/10 | Афранио (Тюмень)                    | Сергей Зуев (ВИЗ-Синара)       | Тату (Динамо-Ямал)                 | Дмитрий Прудников (ВИЗ-Синара)     |                                             |                                               |
| 2008/09 | Владислав Шаяхметов (Динамо-Ямал)   | Сергей Зуев (ВИЗ-Синара)       | Константин Маевский (Динамо-Ямал)  | Дмитрий Прудников (ВИЗ-Синара)     |                                             |                                               |
| 2007/08 | Владислав Шаяхметов (ВИЗ-Синара)    | Сергей Зуев (ВИЗ-Синара)       | Тату (Динамо)                      | Сирило (Динамо)                    |                                             |                                               |
| 2006/07 | Владислав Шаяхметов (ВИЗ-Синара)    | Павел Степанов (Динамо)        | Тату (Динамо)                      | Сирило (Динамо)                    |                                             |                                               |
| 2005/06 | Сирило (Динамо)                     | Павел Степанов (Динамо)        | Константин Маевский (Динамо)       | Владислав Шаяхметов (ВИЗ-Синара)   |                                             |                                               |
| 2004/05 | Жоан (Динамо)                       | Сергей Зуев (ВИЗ-Синара)       | Михаил Маркин (Дина)               | Владислав Шаяхметов (ВИЗ-Синара)   |                                             |                                               |
| 2003/04 | Сирило (Динамо)                     | Сергей Зуев (ВИЗ-Синара)       | Пеле Джуниор (Динамо)              | Сергей Иванов (Динамо)             |                                             |                                               |
| 2002/03 | Владислав Щучко (Норильский никель) | Сергей Зуев (ВИЗ-Синара)       | Константин Маевский (Динамо)       | Сергей Коридзе (Дина)              |                                             |                                               |
| 2001/02 | Шоко (Норильский никель)            | Сергей Зуев (ВИЗ-Синара)       | Сергей Малышев (ГКИ-Газпром)       | Сергей Коридзе (Дина)              |                                             |                                               |
| 2000/01 | Александр Хамидулин (Спартак)       | Андрей Попков (Спартак)        | Денис Агафонов (ВИЗ)               | Алексей Киселёв (ТТГ-Ява)          |                                             |                                               |
| 1999/00 | Жоржиньо (ГКИ-Газпром)              | Олег Денисов (Дина)            | Денис Агафонов (ВИЗ)               | Константин Ерёменко (Дина)         |                                             |                                               |
| 1998/99 | Константин Ерёменко (Дина)          | Олег Денисов (Дина)            | Денис Агафонов (ВИЗ)               | Алексей Киселёв (Минкас)           |                                             |                                               |
| 1997/98 | Александр Верижников (Дина)         | Олег Толстихин (Челябинец)     | Темур Алекберов (Дина)             | Аркадий Белый (Дина)               |                                             |                                               |
| 1996/97 | Темур Алекберов (Дина)              | Илья Самохин (Дина)            | Темур Алекберов (Дина)             | Алексей Киселёв (КСМ-24)           |                                             |                                               |
| 1995/96 | Константин Ерёменко (Дина)          | Олег Денисов (Дина)            | Темур Алекберов (Дина)             | Алексей Киселёв (КСМ-24)           |                                             |                                               |
| 1994/95 | Алексей Киселёв (КСМ-24)            | Геннадий Афанасьев (Минкас)    | Темур Алекберов (Дина)             | Константин Ерёменко (Дина)         |                                             |                                               |
| 1993/94 | Константин Ерёменко (Дина)          | Владимир Филатов (Минкас)      | Валерий Линников (Феникс)          | Борис Чухлов (Дина)                |                                             |                                               |
| 1992/93 | Александр Верижников (КСМ-24)       | Олег Денисов (Дина)            | Валерий Линников (Феникс)          | Аркадий Белый (Дина)               |                                             |                                               |
| 1992    | Александр Распутин (Ростсельмаш)    | Виктор Щелкунов (Спартак)      | Алексей Степанов (Дина)            | Константин Ерёменко (Дина)         |                                             |                                               |
| 1991    | Александр Верижников (КСМ-24)       | Игорь Долгарев (Агрос-Интекс)  | Игорь Семёнов (КСМ-24)             | Константин Ерёменко (Механизатор)  |                                             |                                               |

Среди женщин
| Сезон   | Игрок                              | Вратарь                      | Защитник                       | Нападающий                   | Игрок (по версии СМИ) | Тренер (по версии СМИ) |
| ------- | ---------------------------------- | ---------------------------- | ------------------------------ | ---------------------------- | --------------------- | ---------------------- |
| 2022/23 | Александра Самородова (Норманочка) | Анастасия Иванова (Кристалл) | Татьяна Дерипаско (МосПолитех) | Евгения Коваленко (Кристалл) |                       |                        |